# Az Anya epizódjainak listája
Ez a lap az Anya című török televíziós sorozat epizódjainak listáját tartalmazza.

## Évados áttekintés
| Évad | Évad | Epizódok | Epizódok | Eredeti sugárzás  | Eredeti sugárzás | Magyar sugárzás     | Magyar sugárzás    |
| Évad | Évad | Török    | Magyar   | Évadpremier       | Évadfinálé       | Évadpremier         | Évadfinálé         |
| ---- | ---- | -------- | -------- | ----------------- | ---------------- | ------------------- | ------------------ |
|      | 1.   | 33       | 85       | 2016. október 25. | 2017. június 20. | 2019. augusztus 12. | 2019. december 12. |

## Epizódok
| Magyar epizód | Magyar premier       | Cselekmény |
| ------------- | -------------------- | --- |
| 1.            | 2019. augusztus 12.  | A cserfes kislány, Melek nem a mindennapi gyerekek életét éli. Édesanyja egész este dolgozik, édesapját pedig korán elvesztette. Nevelőapja az egész családot terrorban tartja. Zeynep helyettesítő tanár pozíciót kénytelen betölteni, ekkor találkozik Melekkel...                 |
| 2.            | 2019. augusztus 13.  | Melek egyre többet kimarad az iskolából és az otthoni erőszak is intenzívebbé válik. A tanárok gyanakodni kezdenek és jobban odafigyelnek a kislányra. Zeynep megkapja álmai állását, ezért ott akarja hagyni az iskolát, azonban ez nehezére esik, mivel kezdi megkedvelni Meleket. |
| 3.            | 2019. augusztus 14.  | Zeynep, látván a Meleket ért bántalmakat súlyos lépésre szánja el magát. Megrendezi a kislány halálát és Isztambulban már a saját lányaként kezeli. A nő vér szerinti anyja eközben kiszabadul a börtönből. Zeynepet útközben kirabolják.                                            |
| 4.            | 2019. augusztus 15.  | Zeynep, nevelőanyja által próbál pénzhez jutni. Turna alaposan ráijeszt az eltűnésével. |
| 5.            | 2019. augusztus 16.  | Gönül akarva akaratlanul kezd közel kerülni a kislányhoz. Zeynep új munka után néz. |
| 6.            | 2019. augusztus 21.  | Habár Turna jobban van, Zeynep mégis kételkedni kezd saját nevelésében, ezért felkeresik a nevelőanyja házát. A befolyásos asszonyt derült égből villámcsapásként érik a történtek. Eközben egy újságíró Zeynep nyomára bukkan.                                                      |
| 7.            | 2019. augusztus 22.  | Turna új ruhákat kap a nénikéjétől, ám a vásárlás után véletlenül összefutnak az újságíróval. Ali, kérdéseivel annyira megrémiszti a kislányt, hogy ijedtében elszökik. Gönül értesíti Zeynepet, hogy nála van a lánya. Később Zeynep mindent bevall az asszonynak.                  |
| 8.            | 2019. augusztus 23.  | Zeynep mindenre képes a lánya védelmében, ezért azonnal felkeresi Alit. Cengizt kihallgatják a rendőrök. Gönül nagyon megszereti Turnát. |
| 9.            | 2019. augusztus 26.  | Gönül képtelen uralkodni magán, ha a lányáról van szó. Később az asszony újra elájul és kórházba szállítják. Şule megszerzi az osztályfőnök telefonszámát. Zeynep kétségbeesettségében meggondolatlanul cselekszik.                                                                  |
| 10.           | 2019. augusztus 27.  | Ali bevallja Zeynepnek, hogy eddig miért kételkedett benne. A nő és Gönül próbálják elintézni az iskoláztatást, ám kevés sikerrel. Új családja rengeteg ajándékkal halmozza el Turnát.                                                                                               |
| 11.           | 2019. augusztus 28.  | Zeynepről újra bebizonyosodik, hogy bármire képes a lányáért. Gamze nőgyógyászata aggasztó híreket közöl. Turna nagyon jól érzi magát az új iskolában. Şule egyre közelebb kerül az igazsághoz.                                                                                      |
| 12.           | 2019. augusztus 29.  | Turna és Zeynep titka napvilágot lát. Cahide asszony képtelen szó nélkül hagyni a történteket és azt kéri, hogy a kislány mihamarabb kerüljön vissza az édesanyjához. Turna mindeközben búcsúlevelet hagy.                                                                           |
| 13.           | 2019. augusztus 30.  | Gönül és Zeynep kétségbeesetten keresik Turnát. Gamze úgy dönt, mégis vállalja a babát. Şule az újságíró nyomára bukkan. Zeynep bevallja a testvéreinek, hogy örökbe fogadták. |
| 14.           | 2019. szeptember 2.  | Zeynepék kénytelenek elhagyni a családi házat és újra a hotelbe mennek. Şule megszerzi a címüket, ám időben sikerül elmenekülniük. Eközben Gönült baleset éri. |
| 15.           | 2019. szeptember 3.  | Şule elmondja Alinak, hogy nem akarja visszavenni a lányát, mindössze látni szeretné. Duru meglátogatja kedvenc nővérét. Gönült egyelőre nem engedik haza, ugyanis orvosa komolyabb problémára gyanakszik. Cengiz előzetes letartóztatásban marad.                                   |
| 16.           | 2019. szeptember 4.  | Gönült születésnapja alkalmából minden jóval elhalmozzák a kórházban. Şule megtalálja a címet, ahol a lánya lakik. Visszaemlékezésükből kiderül, hogy milyen nehéz is volt egyedülálló anyaként nevelnie a kislányt.                                                                 |
| 17.           | 2019. szeptember 5.  | A további visszaemlékezésekből kiderül, hogy Şule és Melek élete akkor kezdett tönkremenni, amikor Cengiz hozzájuk költözött. Şule rátalál a lányára, ám ő visszautasítja. |
| 18.           | 2019. szeptember 6.  | Gamze ijedtében őrültséget követ el. Zeynep új munkát kap. Cengiz sarokba szorítja Şulét. Anya és lánya új lakásba költözik. |
| 19.           | 2019. szeptember 9.  | Zeynep gyanakodni kezd vér szerinti édesanyja kilétére. Mert nem akarja vállalni a felelősséget a babáért. Şule nem jut messzire Cengiztől. Gönül nem tudja elérni Zeynepet. |
| 20.           | 2019. szeptember 10. | Gönül vacsorát visz a lányának, ám csak Durut találja otthon. Amint Zeynep hazaér, azonnal felkeresi Gönült és elmondja, hogy mindent tud. Ekkor megérkezik Cahide asszony is, aki nem engedi elvenni a lányát.                                                                      |
| 21.           | 2019. szeptember 11. | Şule az iskolaudvaron rendez jelenetet és magával viszi Turnát. A kislány egész idő alatt egy szót sem szól. Zeynepet nagyon megviseli a hiánya. Mert egy új autót vesz Gamzének. |
| 22.           | 2019. szeptember 12. | Gönül megtudja, hogy mi történt Turnával, ám Zeynep továbbra is elutasítja. A kislány továbbra sem kommunikál az anyjával. Gamze szakít a vőlegényével. |
| 23.           | 2019. szeptember 13. | Gönül kapcsolatainak hála Şule nyomára bukkan. Turna titokban felhívja Zeynepet, ám Şule közbeavatkozik. A kislány, a rendőrség láttán egész máshogy kezd viselkedni. |
| 24.           | 2019. szeptember 16. | Şule nagy bajba kerül a munkahelyén, amit Cengiz sem hagy szó nélkül. Zeynep végre láthatja Turnát, ám a találkozás nem éppen úgy sikerül, ahogy várta. Cengiz még több pénzt akar Zeyneptől. A rendőrség közben Meleket keresi…                                                     |
| 25.           | 2019. szeptember 17. | Zeynep hitelkérelmét elutasítják, így nem marad más választása, a nevelőanyjától kell kérnie. Cahide azonban nem enged a zsarolásnak. Gönül is mindenáron segíteni akar a lányának, ám Zeynep hajthatatlan. Végül a három testvér összefogása jelentheti az egyetlen kiutat.         |
| 26.           | 2019. szeptember 18. | Zeynep megszerzi a pénzt, ám Cengiz nem megy el a találkozóra. Gönül hozzájut a címükhöz, de Zeynep borzalmas eseményeknek lesz szemtanúja. Cahide mindenre rájön. Şule magához tér a kórházban, viszont Cengiz továbbra is életveszélyben van.                                      |
| 27.           | 2019. szeptember 19. | Turnát nagyon felzaklatták a történtek. Zeynep mama továbbra is csaknem szótlanul üldögél. Şule pénzt kér Gönültől. Zeynep külföldre akar szökni a lányával. Gamze összetöri a családi autót.                                                                                        |
| 28.           | 2019. szeptember 20. | Cahide nagyon mérges Zeynepre és komoly döntésre szánja el magát. Gönül hamis útlevelet intéz Turnának. Miután Zeynepet kitagadták, Duru nem hagyja magára. A rendőrség közben kinyomozza Cahide lakcímét.                                                                           |
| 29.           | 2019. szeptember 23. | Zeynep kihallgatása egyelőre rendben zajlik. Turna nagyon fél, hogy elveszítheti azt a nőt, akit a legjobban szeret a világon. Gönül bevallja az igazságot Şule előtt. Turna hiányzásai már az iskolának is feltűnnek.                                                               |
| 30.           | 2019. szeptember 24. | Şule átmenetileg Gönülnél húzza meg magát. Zeynep visszaadja az eladott ház árát Cahidének. Turna leesik egy székről és röntgenre kell vinni. Cengiz felébred a kómából. |
| 31.           | 2019. szeptember 25. | Şule feljelenti Zeynepet gyermekrablásért. Gönül kapcsolatainak hála, egyelőre úgy tűnik sikerül külföldre szökniük. Cengiz elutasítja Şulét. Cahidet is kihallgatja a rendőrség. |
| 32.           | 2019. szeptember 26. | Zeynep, Alin keresztül beszél a családjával. Gamze elveszíti a babát. Turna nagyon boldog Zeynep és Gönül mellett. Ali befogadja Şulét. |
| 33.           | 2019. szeptember 27. | Zeynepet elfogják a rendőrök csak úgy, mint Şulét egykori rosszakarói. Zeynep mindent bevall a nyomozónak. Cahide azonnal segíti a lányát. Şulénak sikerül megszöknie. |
| 34.           | 2019. szeptember 30. | Turna visszakerül az édesanyjához. Şule bármire képes, hogy ne éhezzen a gyermeke. Gamze hallani sem akar Mertről. Zeynepet kikezdik a börtönben. |
| 35.           | 2019. október 1.     | Şule átveri a gyámhatóság munkatársait. Turna mindent megtesz azért, hogy láthassa Zeynepet. Cahide szintén minden követ megmozgat lánya szabadulása érdekében. |
| 36.           | 2019. október 2.     | Turna végre találkozhat Zeyneppel. A szökése miatt azonban a rendőrség elveszi Şuletól és gyermekvédelmi gondozás alá helyezteti. Gönül eközben kórházban fekszik. Cahide, Cengizen keresztül próbálja elérni, hogy Şule visszavonja a feljelentést.                                 |
| 37.           | 2019. október 3.     | Cengiz mindent elkövet, hogy Şulét jobb belátásra bírja. Ali titokban felvételeket készít Turnáról, hogy megmutathassa Zeynepnek. Cahidének sikerül elérnie, hogy szabadlábra helyezzék a lányát.                                                                                    |
| 38.           | 2019. október 4.     | Turna titokban felhívja Zeynepet és elmondja, hogy már nagyon hiányzik neki. Másnap egy csellel megszökik az árvaházból. Eközben Suyle és Cengiz összeházasodnak. Gönül házában mindenki Turnát keresi.                                                                              |
| 39.           | 2019. október 7.     | Turna egyetlen napot tölthet Zeyneppel. A búcsúkor mindkettejük szíve majd megszakad. Ali, Gönül múltja után nyomoz. Şule visszaszerzi a lányát. |
| 40.           | 2019. október 8.     | Şule reményei a boldog család iránt hamar szertefoszlanak. Cahide nem pénzeli tovább Cengizt. Turna boldogtalanul éli mindennapjait. Şule csapdába akarja csalni Zeynepet. |
| 41.           | 2019. október 9.     | Zeynep egy véletlen folytán rájön Gönül tettére. Cahide bocsánatot kér a lányától. Cengiz türelme a végéhez közeledik. Şule és Turna egy tettlegességig fajuló vita után, Cahidénél húzzák meg magukat.                                                                              |
| 42.           | 2019. október 10.    | Şule számára meglehetősen idegen a gazdag környezet. Turna éjszakára átszökik Zeynephez. Gönül állapota egyre csak javul. Cengiz mindenhol Şulét keresi. Cahide áthívja Gönült vacsorára.                                                                                            |
| 43.           | 2019. október 11.    | Zeynep távolságtartóan viselkedik Gönüllel. Cengiz feljelenti Şulét a rendőrségen. Sınan közeledni kezd Zeynephez. Şule visszatér az otthonába. Cengiz elrabolja Turnát. |
| 44.           | 2019. október 14.    | Cengiz továbbra is magánál tartja Turnát. Zeynep nem tud megbocsátani Gönülnek. Şule magánakciója kudarcba fullad. |
| 45.           | 2019. október 15.    | Cengiz váltságdíjat követel Zeyneptől. Şule és Zeynep látszólag összefognak. Turna szökni próbál, de kevés sikerrel. A pénzátadás pedig rosszul sül el. |
| 46.           | 2019. október 16.    | Habár Cengizt meglövik, mégis sikerül elszöknie. Gönül bánatában elköltözik. Turnának egy baleset folytán sikerül telefonálnia Zeynepnek. Şule hazaviszi a lányát és elmondja neki, hogy kistestvére fog születni.                                                                   |
| 47.           | 2019. október 17.    | Zeynep megtudja, hogy veszélyben forog a cégük. Cengiz, az anyjánál keres menedéket, ám kapcsolatuk korántsem felhőtlen. Şule is hozzájuk tart a lányával. Cahide kérleli Gönült, hogy költözzön vissza Isztambulba.                                                                 |
| 48.           | 2019. október 18.    | Duru nagyon izgatott, mert Ali vacsorázni hívta. Gönül visszatér Cahide házába. Cengiz csapdát állít Zeynepnek, ám Gönül megy helyette Turnáért. Cengiz minden eddiginél gonoszabb bosszút forral.                                                                                   |
| 49.           | 2019. október 21.    | Sınan és Zeynep komoly balesetet szenvednek. Turna eközben magához tér. Zeynep nem érzi a végtagjait, ezért kénytelen vállalni egy kockázatos műtétet. Şule is tudomást szerez a balesetről.                                                                                         |
| 50.           | 2019. október 22.    | Zeynep életének egyik legnehezebb döntését hozza meg azzal, hogy elengedi Turna kezét. Duru több fronton is szenved. Şule magára marad és a kilakoltatással is szembe kell néznie. Sınan magát hibáztatja a történtekért. Turna azt hiszi, hogy Zeynep már nem szereti.              |
| 51.           | 2019. október 24.    | Turna a kórház kertjében vár Zeynepre. Eközben Zeynep kómába esik a műtétet követően. 18 hónappal később Melek újra a régi életét éli és a kistestvéréről gondoskodik. Ezzel egyidőben Zeynep a temetőbe látogat Melek Akçay sírjához.                                               |
| 52.           | 2019. október 25.    | Sınan és Zeynep immár házasokként élik mindennapjaikat. Meleknek továbbra is iszonyú nehéz az élete. Gönül egy véletlen folytán rájön, hogy a kislány életben van. Ali időközben könyvet írt Zeynep múltjáról.                                                                       |
| 53.           | 2019. október 28.    | Gönül kérdőre vonja Cahidét. Ali és Duru kapcsolatában rengeteg a kétely. Sınan és Zeynep az örökbefogadáson gondolkodnak. Cahide megakadályozza, hogy Gönül elmondja Zeynepnek a valódi igazságot.                                                                                  |
| 54.           | 2019. október 29.    | Melek sikeresen megmenti a testvérét. A kislány éppen az utcán árul, amikor meglátja Zeynepet, de inkább hazaszalad. Gönül titokban ajándékot küld a családnak. Şule továbbra sem látja el anyai teendőit.                                                                           |
| 55.           | 2019. október 30.    | Duru születésnapi partija rosszul sül el és szakítás lesz a vége. Melek segítséget kér az egyik szomszédtól, amikor kisöccse belázasodik. Zeynepék akadályba ütköznek az örökbefogadáskor.                                                                                           |
| 56.           | 2019. október 31.    | Zeynep és Sınan örökbefogadási kérelmét elutasítják. Şule állásinterjúja jól sikerül. Turna meglátja Zeynepet, amint egy másik kislánnyal sütizik. |
| 57.           | 2019. november 4.    | Sınan is megtudja az igazságot. Şule rendes állást kap, mint énekesnő. Zeynep továbbra is sokat gondol Turnára. |
| 58.           | 2019. november 5.    | Gönül végre találkozik Turnával és újabb ajándékokkal érkezik. Durut begyógyszerezve találják és azonnal kórházba szállítják. Sınan mindenképpen el akarja mondani az igazságot Zeynepnek.                                                                                           |
| 59.           | 2019. november 6.    | Cengiz lopásra kényszeríti Meleket, de a kislány nem tudja megtenni. Durut hazaengedik a kórházból. Gönül újra elmegy Turnához, ám ez alkalommal Zeynep is követi. |
| 60.           | 2019. november 7.    | A visszaemlékezésekből kiderül, hogy Turna az elmúlt hónapokban nem tudott kapcsolatba lépni Gönüllel. Amikor Zeynep magához tért, csak őt kereste, ám senki se tudta hol vannak. Mígnem egy nap Şule felkereste Cahidét.                                                            |
| 61.           | 2019. november 8.    | Şule elfogadta Cahide feltételeit. Eközben mindenki azt hitte, hogy a kislány meghalt. Amikor Zeynep és Turna újra találkoznak, a nő elájul. |
| 62.           | 2019. november 11.   | Zeynep mindenhol keresi Turnát, de mindhiába. Cahide szívrohamot kap a történtek után. Gamze hatására Şule magára vállalja anyja szörnyű tettét. |
| 63.           | 2019. november 12.   | Turna visszautasítja Zeynep közeledését. Cahide egyre jobban, de Gönült hibáztatja mindezért. Zeynepet a mamája világosítja fel a történtekről. |
| 64.           | 2019. november 13.   | Zeynep követi Şulét és szembesül azzal, hogy a gyerekek boldogok. Nem sokkal később Şule elveszíti az állását, ezzel a boldogságuknak is vége. Zeynep leletei aggasztóak. Gönül próbál hatni Turnára.                                                                                |
| 65.           | 2019. november 14.   | Zeynep megkéri Şulét, hogy töltsenek együtt egy napot a gyerekekkel. Sınan megbeszéli Alival a történteket. Gönül végre felnyitja Cahide szemét. Zeynepék piknikezése jól sikerül.                                                                                                   |
| 66.           | 2019. november 15.   | Şule egy utolsó esélyt kér a főnökétől. Cengiz rájön a nő hazugságaira. Sınan és Zeynep is részt vesz Şule előadásán, de Cengiz mindent tönkretesz. Turna újra megharagszik Zeynepre, amiért elszakíthatják tőle a kisöccsét.                                                        |
| 67.           | 2019. november 18.   | Şule elviszi a fiát a gyermekotthonba. Sınan megfenyegeti Cengizt, aki később megbizonyosodik arról, hogy a gyerek az övé. Sınan bevallja Zeynepnek, hogy hónapok óta tud Turnáról. Zeynep azonnal válni akar a férjétől.                                                            |
| 68.           | 2019. november 19.   | Turna elmegy az otthonba és magával viszi kisöccsét. Cengiz és Şule a rendőrségen vannak, ahová Zeynepet is behívják. Turna közben próbál gondoskodni a testvéréről. |
| 69.           | 2019. november 20.   | Şule mindent felforgat a gyerekeiért. Gönül közben rájuk talál és magához viszi őket. Zeynep mama megérteti Turnával a múlt történéseit, ennek hatására a kislány megbocsát Zeynepnek.                                                                                               |
| 70.           | 2019. november 21.   | Zeynep és Turna egyetlen napot szeretnének együtt tölteni. Sınan megkapja a válási papírokat. Cengizre újabb bajt hoznak, amit tévesen Sınanon akar megbosszulni. |
| 71.           | 2019. november 22.   | Turna és a testvére épségben hazatérnek. Cengiz botrányt csinál Sınan cégénél. Cahide elmondja a teljes igazságot Zeynepnek, aki ezután Turna közelébe költözik. Cengiz ezt kihasználva elrabolja a nőt.                                                                             |
| 72.           | 2019. november 25.   | Cengiz egy elhagyatott épülethez viszi Zeynepet, akit Sınan és Gönül már égen-földön keresnek. Később Cengiz maga hívja fel Sınant és közli vele, hogy a felesége nála van. Az egész család retteg a történtektől.                                                                   |
| 73.           | 2019. november 26.   | Turna sírva rohan át Cahide házába, hogy megtudja az igazságot. Zeynepről továbbra sincs hír. Ali közbenjárásával az újságok is foglalkoznak az eltűnésével. Şule sem tud Cengiz és Zeynep hollétéről. Gönül felkeresi Cengiz anyját.                                                |
| 74.           | 2019. november 27.   | Cengiz tévútra vezeti Sınant az információival. Gönül elájul a sok megpróbáltatástól. Később Cengiz az új búvóhelyére csalja Sınant, majd leüti a férfit. |
| 75.           | 2019. november 28.   | Ali sejti, hogy tűnhetett el Sınan, ezért azonnal a rendőrséghez fordul. Gamze és Duru nem tudnak együttműködni a nehéz helyzetekben. Gamze egy hirtelen ötlettől vezérelve pénzt ajánl Şulénak, aki ettől csak még jobban feldühödik.                                               |
| 76.           | 2019. november 29.   | Cahide megpróbál Şule lelkére hatni, ám kevés sikerrel. Turna szembesül nagymamája múltbéli tettével. Zeynep újra szökni próbál, de Cengiz hamar utoléri. Időközben Cengiz kezd megtörni.                                                                                            |
| 77.           | 2019. december 2.    | Şule megérkezik a raktárhoz a gyerekekkel és sikerül megállítania Cengizt. Menekülés közben Sınan siet a segítségükre, amikor szörnyű baleset éri. Zeynep már a kórházban lábadozik, ahol Cahide hirtelen rosszul lesz.                                                              |
| 78.           | 2019. december 3.    | Sınant mélységes fájdalommal temeti el a családja. Şule ajánlatot tesz Zeynepnek, miszerint Turna vele élhet, ha Cengiz szabad lesz. Turna azonban ragaszkodik a testvéréhez. Végül a két fél megállapodik, hogy egymás szomszédságában fognak élni.                                 |
| 79.           | 2019. december 4.    | Turna készséggel megbocsát a nagymamájának. Cengiz és Şule egy kisebb palotába költöznek. Miután Cengiz meghallja, hogy Cahide bevette a végrendeletébe Turnát, egész máshogy kezd viselkedni. Zeynepnek furcsa rémálma támad arról a bizonyos tűzesetről.                           |
| 80.           | 2019. december 5.    | Gönül megfenyegeti Cengizt. Duru és Gamze rájönnek Cahide eltitkolt betegségére. Zeynep megbizonyosodik arról, hogy ő okozta azt a bizonyos tüzet. Cahidét kórházba szállítják. |
| 81.           | 2019. december 6.    | Cahide életét veszti a kórházban. Şule jelen pillanatban szövetkezne Zeyneppel. Cengiz törvényes úton viszi haza Turnát, mindezt az örökség reményében. |
| 82.           | 2019. december 9.    | Şule végre bátran cselekszik és otthagyja Cengizt. A kezdeti bátorságnak azonban hamar vége szakad. Gönül kénytelen más módszerhez folyamodni Cengiz ügyében. |
| 83.           | 2019. december 10.   | Gönül megszerzi Cengiz aláírását a papírokhoz. Később már maga Şule ellenzi az eljárást. Tahir halálát nem tudják Cengiz nyakába varrni. Cengiz megfenyegeti Turnát, hogy lopja el az aláírt papírokat.                                                                              |
| 84.           | 2019. december 11.   | Zeynep azonnal összerakja a képet a lopásról. Turnát nagyon bántja ez az egész és azt kéri Zeyneptől, hogy akadályozzák meg az örökséghez való hozzáférést. Cengiz dühödten távozik a bankból.                                                                                       |
| 85.           | 2019. december 12.   | Turna kórházba kerül Cengiz miatt. Şule végleg el akarja hagyni a férjét. Gönül fejében már csak egy megoldás maradt a helyzetükre. Ezután az események nem várt fordulatot vesznek.                                                                                                 |